# Гій Олександр Володимирович
Олекса́ндр Володи́мирович Гій (* 21 грудня 1963, Львів) — радянський український футболіст. Захисник, півзахисник, виступав, зокрема за СКА «Карпати» (Львів), «Динамо» (Київ), «Карпати» (Львів) і «Галичину» (Дрогобич). Брат футболіста Юрія Гія.

## Життєпис
Вихованець СДЮШОР «Карпати» (Львів). Перший тренер — Борис Гончаров.
Закінчив Львівський державний інститут фізичної культури. Професійну кар'єру розпочав у 1981 році в львівських «Карпатах» та «СКА», де протягом двох років виступав за молодіжні команди.
В 1983 році дебютував в першій союзній лізі, згодом перебрався до київського «Динамо», але велику частину сезону відіграв за молодіжну команду.
Найкращі роки своєї кар'єри провів в СКА «Карпати» (Львів), де за чотири роки відіграв понад сто матчів. В 1990 році разом з брат Юрієм виступав за «Карпати» (Львів).
Закінчував професійну кар'єру в радянському чемпіонаті у «Галичині» з міста Дрогобич. Після завершення кар'єри встиг ще пограти за польську «Корону».
В 2000-х роках перебрався до Канади, де з українською громадою з міста Торонто, заснував футбольний клуб «Карпати» (Торонто), за який виступав і як гравець, і як тренер.
Наразі мешкає в Торонто (Канада).

## Досягнення
- Переможець Чемпіонату СРСР друга ліга Захід (1) : 1991.
- Бронзовий призер першої ліги СРСР (1) : 1985.